# محمدحسین آرمان
محمد حسین آرمان مشهور به استاد آرمان (زادهٔ ۲۱ مارس ۱۹۳۵) خواننده، نوازنده و آموزگار موسیقی اهل افغانستان است. مرگ ۲۰۲۵ 

## زندگی‌
محمد حسین آرمان در سال ۱۹۳۵ در شهر قدیمی شور بازار کابل متولد شد او از همان سنین کودکی به موسیقی علاقه‌ داشت اولین آلات موسیقی اش نی و هارمونیه بود. آرمان در اوایل دهه ۱۹۵۰ از لیسه مسلکی تجارت کابل فارغ‌التحصیل شد مدتی در شرکت هوایی آریانا کار کرد و پس از آن به رادیو رفت. در سال ۱۹۶۶ بورسیه تحصیلی برای موسیقی در کشور یوگسلاوی دریافت کرد. در دهه ۱۹۷۰ به کشور بازگشت و دوباره با رادیو همکاری اش را شروع نمود بعدا به حیث معلم در لیسه مسلکی موزیک ایفای وظیفه نمود. آرمان در سال ۱۹۹۲ در پی شروع جنگ‌های داخلی کشور را همراه خانواده‌اش ترک کرد در ابتدا به هند و پس از آن به آلمان رفت و مدتی بعد به سوئیس نقل مکان کرد. وی دارای دو فرزند می‌باشد یک پسر بنام خالد آرمان و یک دختر بنام مشعل آرمان که هر دو در زمینه موسیقی فعالیت دارند.